# Cheylard-l'Évêque
Cheylard-l'Évêque è un comune francese di 64 abitanti situato nel dipartimento della Lozère nella regione dell'Occitania.

## Società

### Evoluzione demografica
Abitanti censiti